# 쩡쓰춘
쩡쓰춘(중국어 간체자: 曾鸶淳, 정체자: 曾鷥淳, 병음: Zēng Sīchún, 1998년 9월 11일 ~ )은 중국의 아이돌 가수이다. 현재 중국의 걸 그룹 AKB48 Team SH의 일원으로 활동하고 있다.

## 활동
2020년 11월 28일, AKB48 Team SH 5th EP 선발 총선거에서 총 9,619표로, 최종 1위를 차지하였다.

## 음악 작품

### 미니 앨범
| #   | 앨범 정보 | 트랙 리스트 | 각주                             |
| 1st | 《그래도 널 여전히 좋아해》(既然喜欢 对你依然) - 포맷: CD · 디지털 다운로드 · 스트리밍 - 발매일: 2021년 7월 20일 - 장르: C-POP - 유형: 디지털 앨범 - 언어: 중국어, 일본어 - 레이블: 샹위에 문화(尚越文化) | 트랙 리스트 1. 그래도 널 여전히 좋아해(既然喜欢 对你依然) 2. 그래도 좋아해(それでも好きだよ) 3. 그래도 널 여전히 좋아해 (off vocal ver.) | 5th EP 선발 총선거 최종 1위 특혜 |

### AKB48 Team SH EP
| #   | 음반                                  | 참가 곡                                           | 참가 명의 | MV | 각주                         |
| 4th | 《미래로 향하는 바람》 (迎向未来的风) | 미래로 향하는 바람 (迎向未来的风)                 |           | ★  |                              |
| 4th | 《미래로 향하는 바람》 (迎向未来的风) | 어째서 은하는 밝게 빛나는 걸까 (为何银河如此明亮) |           |    |                              |
| 5th | 《변명일 뿐 Maybe》 (借口而已Maybe)   | 변명일 뿐 Maybe (借口而已Maybe)                   |           | ★  | 센터                         |
| 5th | 《변명일 뿐 Maybe》 (借口而已Maybe)   | Blue rose                                         |           | ★  | 센터 with 류녠, 선잉, 웨이신 |

### AKB48 Team SH 앨범
| #   | 음반                                        | 참가 곡                       | 참가 명의 | MV | 각주           |
| 1st | 《365일의 지속적인 사랑》 (365天持续的爱恋) | 우린 싸우지 않아 (我们不战斗) | 선발      | ★  | 앨범 타이틀 곡 |